# 横野 (唐津市)
横野（よこの）は、佐賀県唐津市にある地名。

## 概要
東松浦半島の北部に位置し玄界灘を望む地域。
隣接する地区は屋形石、呼子町大友、鎮西町赤木。屋形石や中里を含めて「屋形石三区」「上場三区」「屋形石横野中里」として含まれることがある。
国道204号線が通り、唯一のバス停は七ツ釜入口。
国鉄呼子線の屋形石駅が横野に建設予定だったが、凍結となって現在は荒れ地になっている。